# Дамблтон, Джон
Джон Да́мблтон (John Dumbleton, ум. ок. 1349) — математик, философ и логик, один из так называемых Оксфордских счетоводов из Мертон-колледжа, членом которого он был с 1338 года. Его основной труд «Сумма логики и естественной философии» (Summa logicae et philosophiae naturalis) написан в 1340-е годы.

## Вклад в науку
Его работу следует рассматривать в связи с работой других исследователей Мертон-колледжа, особенно Брэдуордина, Хейтестбути и Ричарда Свинсхеда; но в то время как дошедшие до нас их сочинения относятся к частными проблемам натурфилософии, огромная «Сумма логики и естественной философии» Дамблтона пытается довольно полно осветить тему, став бесценным источником мнений, бытовавших в Оксфорде в его время. Из девяти дошедших до нас частей «Суммы» первая посвящена логике, а остальные восемь — натурфилософии. Они берут свое начало в трудах Аристотеля.

## Критика
Трудно определить, какую методологию использовали оксфордские калькуляторы, когда они предполагали и постулировали теоремы путем абстракции (т.е. без эмпирического исследования). Эта критика не направлена прямо на гипотезы Дамблтона, а в более широком смысле направлена на методологию всей группы физиков-мертоновцев. Одно из предположений состоит в том, что они, возможно, пытались создать математическую картину аристотелевского мировоззрения. Если бы это было правдой, это показало бы, почему эмпирическое исследование не было их modus operandi. Другими словами, работы Оксфордских кулькуляторов демонстрируют уважение к количественным рассуждениям; в отличие от апостериорных оценок. Независимо от того, отказались ли они от эмпирических исследований по теологическим причинам или просто потому, что дебют научного метода не был готов к раскрытию, следует рассматривать Джона Дамблтона и его современников как образцовых первопроходцев в математике, физике и логическом дискурсе.

## Биография
Предположительно родился в деревне Дамблтон в Глостершире. Дамблтон в течение короткого периода изучал богословие в Париже (ок. 1345–1347 гг.).